# Servicio Internacional de Rotación de la Tierra y Sistemas de Referencia
El Servicio Internacional de Rotación de la Tierra y Sistemas de Referencia, más conocido como International Earth Rotation Service (o IERS por sus siglas en inglés) es un organismo interdisciplinario de astronomía, geodesia y geofísica que estudia la orientación de la Tierra y establece y mantiene los estándares globales de tiempo y de sistemas de coordenadas terrestres y en relación con el espacio.
Proporciona y mantiene:
- El Sistema/Marco Internacional de Referencia Terrestre (International Terrestrial Reference System/Frame (ITRS/ITRF))
- El Sistema/Marco Internacional de Referencia Celeste (International Celestial Reference System/Frame (ICRS/ICRF))
- Parámetros de orientación terrestre (Earth Orientation Parameters (EOP))
- Información sobre los fluidos de la Tierra a través del Global Geophysical Fluids Center (GGFC).

## Historia
El IERS fue establecido en su forma actual en 1987 por la Unión Astronómica Internacional y la Unión Internacional de Geodesia y Geofísica, reemplazando al anterior Servicio Internacional de Movimiento Polar (IPMS) y la sección de rotación de la Tierra de la Oficina Internacional de la Hora (BIH). El servicio comenzó a funcionar el 1 de enero de 1988. Desde su creación, el IERS ha establecido nuevas oficinas, incluido el Centro de coordinación de GPS en 1990, el Centro de coordinación de DORIS en 1994 y el Centro de coordinación de GGF en 1998. La organización se conocía anteriormente como  Servicio Internacional de Rotación de la Tierra hasta 2003 cuando cambió formalmente su nombre a su forma actual, en la que la organización optó por mantener las siglas IERS.

## Función
El IERS tiene varios componentes ubicados en Estados Unidos, Europa y Australia. Entre sus funciones, el IERS se encarga de anunciar los segundos intercalares.
La Subdirección de Servicio Rápido y Predicciones de los Parámetros de Orientación de la Tierra del IERS, ubicada en el Observatorio Naval de los Estados Unidos, monitoriza la rotación de la Tierra. Parte de su misión implica la determinación de una escala de tiempo basada en la tasa actual de rotación de la Tierra. Otros servicios del IERS se encuentran en el Observatorio de París.
UT1 es el tiempo no uniforme definido en función de la rotación de la Tierra.
Definió el Meridiano internacional de referencia del IERS, el Sistema Internacional de Referencia Terrestre (ITRS) y los posteriores Marcos Internacionales de Referencia Terrestre(ITRF). Los sistemas de coordenadas relacionados son utilizados por sistemas de navegación por satélite como GPS y Galileo : WGS84 y GTRF . Las definiciones y relaciones entre los Marcos Internacionales de Referencia Terrestre (ITRF), Marcos Internacionales de Referencia Celeste (ICRF) y los Parámetros de Orientación de la Tierra (EOP) están establecidas por los estándares de las convenciones de IERS. A fecha de 2022, la convención más reciente son las Convenciones IERS (2010).

## Productos de orientación terrestre
Una misión del IERS es proporcionar información de orientación terrestre a la comunidad de geodesia en forma de boletines:
- El Boletín A proporciona un servicio de respuesta rápida para proporcionar los Parámetros de Orientación de la Tierra (EOP) actuales y un modelo de predicción para EOP hasta un año en el futuro. Se publica semanalmente.
- El Boletín B proporciona las mediciones finales de EOP y se publica mensualmente.
- El Boletín C proporciona anuncios de segundos intercalares.
- El Boletín D proporciona DUT1 = (UT1 - UTC) con una precisión de 0,1 segundos